# Вицепремиер по обществения ред и сигурността
Заместник-министър-председателят по общественият ред и сигурността на България е висш държавен орган на изпълнителната власт , координиращ дейностите на министърът на отбраната , министърът на вътрешните работи, и началниците на специалните служби. За пръв път е учерден през 2009г и съществува с прекъсвания до декември 2021г , и от август 2022г е възстановен.

## Заемали длъжността
| № | Имена (роден)                  | Начало на мандата | Край на мандата   | Продължителност (дни) | Партия или коалиция | Правителство |
| --- | ------------------------------ | ----------------- | ----------------- | --------------------- | ------------------- | ------------ |
| Заместник-министър-председател по общественият ред и сигурността (от 2009 до 2013 г.)                          |                                |                   |                   |                       |                     |              |
| 1 | Цветан Цветанов (р. 1965)      | 27 юли 2009       | 13 март 2013      | 1325                  | ГЕРБ                | Борисов 1    |
| 2 | Екатерина Захариева (р. 1975)  | 13 март 2013      | 29 май 2013       | 77                    | независим           | Райков       |
| заместник министър-председател по националната сигурност и общественият ред (2013-2014 г.)                     |                                |                   |                   |                       |                     |              |
| 3 | Цветлин Йовчев (р. 1964)       | 27 юни 2013       | 5 август 2014     | 404                   | независим           | Орешарски    |
| заместник министър-председател отговарящ и за въпросите по общественият ред и сигурността (от 2014 до 2017 г.) |                                |                   |                   |                       |                     |              |
| 4 | Румяна Бъчварова (р. 1959)     | 7 ноември 2014    | 27 януари 2017    | 812                   | ГЕРБ                | Борисов 2    |
| заместник министър-председател по общественият ред, отбраната и сигурността (2017 г.)                          |                                |                   |                   |                       |                     |              |
| 5 | Стефан Янев (р. 1960)          | 27 януари 2017    | 4 май 2017        |                       | независим           | Герджиков    |
| заместник министър-председател по общественият ред и сигурността (от 2017 до 2021 г.)                          |                                |                   |                   |                       |                     |              |
| 6 | Красимир Каракачанов (р. 1965) | 4 май 2017        | 12 май 2021       | 1469                  | ВМРО                | Борисов 3    |
| заместник министър-председател по общественият ред и сигурността (2021 г.)                                     |                                |                   |                   |                       |                     |              |
| 7 | Бойко Рашков (р. 1954)         | 12 май 2021       | 14 септември 2021 | 125                   | независим           | Янев 1       |
| заместник министър-председател по общественият ред и сигурността (2021 г.)                                     |                                |                   |                   |                       |                     |              |
| 7 | Бойко Рашков (р. 1954)         | 12 май 2021       | 14 септември 2021 | 90                    | независим           | Янев 2       |
| заместник министър-председател по общественият ред и сигурността (2022 г.)                                     |                                |                   |                   |                       |                     |              |
| 7 | Иван Демерджиев (р. 1975)      | 2 август 2022     |                   | независим             | Донев               |              |